# Gruppo Sportivo Hockey Trissino
L'Associazione Sportiva Dilettantistica Gruppo Sportivo Hockey Trissino és un club d'hoquei sobre patins de la població italiana de Trissino, a la regió del Vèneto. Va ser fundat l'any 1961 i actualment disputa la Serie A1 italiana.
A nivell nacional, l'any 1974 va guanyar el seu primer títol, la Copa italiana, després de guanyar a l'AFP Giovinazzo a la final. Posteriorment, l'any 1978 va guanyar la Lliga italiana d'hoquei sobre patins.
L'any 2022 va guanyar la Lliga Europea d'hoquei sobre patins, derrotant a la final disputada a Torres Novas a l'AD Valongo. Val a dir que aquesta fou una edició força atípica de la màxima competició continental, doncs els principals equips no decidiren pendre-hi part. Aquella mateixa temporada també guanya la seva segona Lliga italiana, derrotant a la final del play-off al Amatori Lodi.
La temporada 2023 també seria especialment llaurejada. L'equip començaria guanyant la Supercopa italiana enfront el Hockey Sarzana, per posteriorment perdre la final de la Copa Continental enfront l'AD Valongo a Follonica. Posteriorment, guanyaria la Copa d'Itàlia enfront l'Amatori Lodi i, de nou, la Lliga italiana, derrotant a la final del play-off pel títol al HC Forte di Marmi, aconseguint així alçar-se amb els tres títols nacionals de la temporada. Finalment, acabaria arrodonint una gran temporada amb la Copa Intercontinental enfront el AD Valongo.

## Palmarès

### Nacional
- 3 Lliga italiana: 1978, 2022 i 2023
- 2 Copa italiana: 1974 i 2023
- 1 Supercopa italiana: 2022

### Internacional
- 1 Lliga Europea: 2022
- 1 Copa Intercontinental: 2023